# Jeremy Yates
Jeremy Mark Yates (nascido em 6 de julho de 1982) é um ex-ciclista profissional neozelandês. Representou seu país, Nova Zelândia, nos Jogos Olímpicos de Verão de 2004 em Atenas, onde competiu na prova de estrada individual, embora ele não terminou a corrida.